# Osipowo (przystanek kolejowy)
Osipowo (ros. Осипово) – przystanek kolejowy w pobliżu miejscowości Osipowo, w rejonie kowrowskim, w obwodzie włodzimierskim, w Rosji. Położony jest na nowym szlaku Kolei Transsyberyjskiej.